# Instituto Línea Cuchilla
El Instituto Línea Cuchilla (popularmente conocido como ILC) es un instituto de formación con sede en Ruiz de Montoya. Fue creado el 10 de abril de 1962 como Escuela de Perfeccionamiento Agrícola, hoy Instituto Línea Cuchilla, nacida en el seno de la Iglesia Evangélica Suiza, impulsada por el pastor Jorge Bäschlin.

## Comienzos
El Instituto Línea Cuchilla es una obra diacónica de la Iglesia Evangélica Suiza afiliada a la Iglesia Evangélica del Río de la Plata, siendo una escuela confesional protestante pero con una apertura ecuménica.
En 1970 se amplió la oferta educativa a través de la creación de la Escuela Técnica con la edificación de talleres para dicha formación. El Instituto Línea Cuchilla se caracteriza por poseer residencias para varones y señoritas, con atención personalizada por parte de los orientadores. El sistema de jornada completa propone una incesante actividad en las secciones didáctico-productivas técnicas y agrotécnicas, pedagógicas, viajes de estudio, jornadas técnicas, encuentros, cursos de perfeccionamiento, certámenes, pasantías, trabajos comunitarios, expresiones artísticas y deportivas. 
Las últimas cuatro décadas han visto un crecimiento incesante de un proyecto educativo que siempre buscó acompañar a la sociedad misionera con sus características socioculturales.

## Historia
En abril de 1962 se creó la Escuela Agrícola Suiza de Ruiz de Montoya, que funciona bajo la actual denominación de Instituto Línea Cuchilla (ILC), dado que la necesidad de una escuela de formación agrícola para los hijos de los colonos se había transformado en un imperativo para los habitantes de la localidad. Con el apoyo de los vecinos y la gestión de la Iglesia Suiza, los trámites hechos ante las autoridades escolares argentinas lograron el reconocimiento del establecimiento, que fue pionero en muchos aspectos.
Los alumnos que fueron pasando por sus aulas y sus talleres ahora se desempeñan en diferentes áreas del quehacer industrial y comercial de la provincia. Algunos, que cursaron más tarde estudios universitarios, volvieron al ILC para ejercer la tarea docente.

### El primer año de vida
Bajo la dirección del pastor suizo Jorge Bäschlin, en 1962 comenzó el primer curso con solamente quince alumnos. En el informe escolar se lee: 

“Comenzaron 14 alumnos internos y una alumna externa. Todos aprobaron sexto año. Los docentes fueron Raúl Rodríguez (castellano y educación democrática), Alberto Roth (agricultura) y en todas las demás materias e internado se desempeñó Frieder Handschin. Al renunciar Rodríguez lo reemplazó la docente Albi Studer.

El Ministerio de Educación de Argentina permitió el dictado de las clases y a fin de año debía evaluar a los alumnos un inspector de Argentina. Eso recién ocurrió en marzo del año siguiente, cuando profesores de la Escuela de Comercio de Jardín América tomaron los exámenes.

## Graduados
Los alumnos, con edades entre los 13 y los 18 años, obtienen al finalizar sus estudios un Título Oficial de Técnico en Equipos e Instalaciones Electromecánicas, Técnico en Producción Agropecuaria y Bachiller en Turismo y Proyectos de Formación Profesional (Orientación que egresan de la orientación del turismo desde 2019 hasta el 2028). 

## Granja Suiza
Luego de varios años de crecimiento, trabajo y perfeccionamiento, en 1988,comenzó a funcionar las instalaciones de la Planta Elaboradora de Productos cuya marca comercial registrada es «Granja Suiza», acompañada con el sello del Instituto.
La leche es la principal materia prima y la misma es producida por nuestro tambo que también data desde los orígenes del ILC. Las restantes materias primas utilizadas son, en parte producidas en sectores didácticos productivos y otras adquiridas a pequeños agricultores de la zona.